# Echternacherbrück
Echternacherbrück település Németországban, Rajna-vidék-Pfalz tartományban. Lakosainak száma 1076 fő (2023. december 31.).

## Népesség
A település népességének változása:
| Lakosok száma | 470  | 920  | 939  | 1004 | 1059 | 1076 |
|               | 1975 | 2017 | 2019 | 2021 | 2022 | 2023 |